# Pterolophia sumbawana
Pterolophia sumbawana là một loài bọ cánh cứng trong họ Cerambycidae.